# Lukas-Kirche (Rheindorf)
Die Lukas-Kirche war ein evangelischer Sakralbau im Leverkusener Stadtteil Rheindorf. Sie gehörte zur Kirchengemeinde Rheindorf (inzwischen Teil der Gemeinde „An Dhünn, Wupper und Rhein“) im Kirchenkreis Leverkusen der Evangelischen Kirche im Rheinland.

## Geschichte
Als Notkirche wurde in den 1950er-Jahren die kleine Holzkirche mit Spitzdach errichtet. Sie hatte für ca. 60 Kirchenbesucher Platz. Aufgrund der Entscheidung für einen Neubau eines Rheindorfer Gemeindezentrums mit der Hoffnungskirche als Gottesdienstraum in den Jahren 2005/2006 wurde die Lukas-Kirche nach dem letzten Gottesdienst am Ostermontag 2005 abgerissen. Der Erlös aus dem Grundstücksverkauf diente bereits dem Neubau. Allein das ehemalige Pfarrhaus ist noch erhalten.